# Sheldon Lee Glashow
Sheldon Lee Glashow (New York, 5 dicembre 1932) è un fisico statunitense, premio Nobel nel 1979.

## Biografia
Sheldon Glashow è nato a New York da genitori ebrei immigrati dalla Russia zarista. Il padre si chiamava Lewis Gluchovsky (traslitterato dall'ufficio immigrazioni americano in Glashow) e la madre Bella Rubin.
Ha frequentato la Bronx High School of Science di New York, istituto frequentato anche da Steven Weinberg. Ha ricevuto il Bachelor of Arts alla Cornell University nel 1954. È passato poi alla Harvard University, dove, sotto la supervisione di Julian Schwinger, ha conseguito il PhD nel 1959. Dopo un periodo trascorso al Niels Bohr Institute di Copenaghen e al CERN (1958-1960), ha vinto una borsa di ricerca al Caltech (1960-1961) e l'anno successivo è divenuto assistente alla Stanford University.
Negli anni sessanta si è dedicato a un primo tentativo di unificazione elettrodebole, che incontrava difficoltà legate all'introduzione delle masse dei bosoni W e Z, difficoltà risolte in seguito da Steven Weinberg e Abdus Salam, con i quali ha condiviso il Premio Nobel per la fisica nel 1979.
Nel 1970 ha predetto l'esistenza del quark charm in un articolo scritto con Luciano Maiani e John Iliopoulos, proponendo l'estensione del modello originario a tre quark (up, down e strange). Il quarto quark è stato poi scoperto con esperimenti compiuti con l'acceleratore lineare SLAC e presso il Brookhaven National Laboratory nel 1974. La proposta del quarto quark era legata al tentativo di eliminare alcune anomalie della teoria elettrodebole; il meccanismo di eliminazione ha preso il nome di meccanismo GIM, dalle iniziali dei tre fisici.
Dal 1966 è stato professore di fisica alla Harvard University. Divenuto professore emerito, ha continuato a lavorare in fisica delle particelle e in cosmologia nell'ambito della teoria della grande unificazione (GUT).
È socio straniero dell'Accademia Nazionale dei Lincei.
Glashow ha espresso un forte scetticismo nei confronti della teoria delle superstringhe, in quanto non ritiene accettabile che la teoria non abbia ancora prodotto alcuna predizione falsificabile.

## Pubblicazioni
- S. L. Glashow, J. Iliopoulos, and L. Maiani, Weak Interactions with Lepton-Hadron Symmetry, Phys. Rev. D2, 1285 (1970), su prola.aps.org. URL consultato il 4 maggio 2019 (archiviato dall'url originale il 20 dicembre 2012).

## Video
- S. Lee Glashow racconta “Maxwell Elettricità, magnetismo e luce, una sola famiglia”